# 驴羚
驴羚，又譯列羚，是一種生活在博茨瓦納奧卡萬戈三角洲、贊比亞喀輔埃濕原及班韋烏盧沼澤及剛果民主共和國東南方的羚羊。为濒危野生动植物种国际贸易公约附录II所列的保护动物。
驴羚肩高90至100厘米及體重70至120公斤。牠們有著金褐色的毛皮，白色的腹部及黑色的腳部。雄性的顏色較深。角呈豎琴形，只有雄性才有角。後腳比其他羚羊較長，這是為方便牠們從沼澤泥土中奔馳。
驢羚出沒於沼澤地區，因牠們以水中植物為糧食。牠們亦會以及膝的水作為保護，免受獵食者的侵襲。牠們的腳有著抗水物質包裹，容許牠們在這種環境下快速奔馳。
驢羚是白天生活的動物。牠們聚集成群的數量可達多千頭。族群一般都是同性別，但在交配季節則會兩性混雜。在班韋烏盧沼澤生活的族群毛色較深，是驢羚的一個亞種，故稱為黑驢羚（學名Kobus leche smithemani）。生活在喀輔埃濕原的另一個亞種是喀輔埃河驢羚（學名是Kobus leche kafue），而其他地區的則稱為赤驢羚（學名Kobus leche leche）。

## 外部連結
- ARKive - 黑驢羚(Kobus leche smithemani)的相片和短片

1. ↑  IUCN SSC Antelope Specialist Group. . The IUCN Red List of Threatened Species 2008.   [10 May 2006] （英语）. Database entry includes a brief justification of why this species is of least concern.